# Ndifreke Udo
Ndifreke Effiong Udo, né le 15 août 1998 au Nigeria, est un footballeur nigérian qui évolue au poste de défenseur. Il remporte la médaille de bronze aux Jeux olympiques d'été de 2016.

## Biographie

### Carrière en club
Il joue avec l'Abia Warriors FC.

### Carrière internationale
Avec les moins de 23 ans, il participe à la Coupe d'Afrique des nations des moins de 23 ans 2015 organisé au Sénégal. Le Nigeria remporte la compétition en battant l'Algérie en finale.
Il fait ensuite partie de la liste des 18 joueurs nigérians sélectionnés pour disputer les Jeux olympiques d'été de 2016.

## Palmarès
- Vainqueur de la Coupe d'Afrique des nations des moins de 23 ans en 2015
- Médaille de bronze aux Jeux olympiques d'été de 2016